# Pata Khazana
Pata Khazāna (Pasjtoe: پټه خزانه, letterlijk Verborgen Schat) is de titel van een  legendarisch manuscript geschreven in het Pasjtoe, dat "alle beschikbare kennis" zou bevatten.
In 1944 presenteerde de Afghaanse geleerde Abdoel Hai Habibi een manuscript met die titel. Volgens de ontdekker bevatte het script echter slechts een bloemlezing van Pasjtoe-poëzie, die honderden jaren voorafging aan de vroegst bekende werken uit de Pasjtoe-literatuur. Dit manuscript wordt door de meeste onderzoekers beschouwd als een vervalsing van veel latere datum.
Habibi beweerde het manuscript in 1944 te hebben ontdekt. Hij claimde dat het een 19e-eeuwse kopie was van een bloemlezing van Pasjtoe-poëzie, geschreven in 1729 in Kandahar door sjah Hoessein Hotak. De bloemlezing betreft een compilatie van werken van voorheen totaal onbekende dichters uit de achtste eeuw. Habibi publiceerde het manuscript in 1975 als facsimile. Hij weigerde het originele document beschikbaar te stellen voor historische tests, omdat volgens hem de onderzoekers het toepasselijke VN-protocol niet volgden.

## Ontvangst
Sinds de publicatie van de eerste editie van het beweerdelijk teruggevonden oude geschrift hebben geleerden twijfels geuit over de authenticiteit ervan. Habibi verwierp dergelijke critici en stelde dat hun argumenten niet "wetenschappelijk onderbouwd" waren. Niettemin beschouwen de meeste deskundigen het als een vervalsing.
Het vroegst bekende document geschreven in het Pasjtoe dateert uit de 16e eeuw. De gedichten die in de Pata Khazana zijn verzameld, zouden indien ze authentiek zijn, de geschiedenis van de Pasjtoe-literatuur met maar liefst ongeveer 800 jaar vervroegen. Ze zouden derhalve dus pre-islamitisch zijn, aangezien de islamisering van deze regio zich pas in de 11e eeuw voltrok, toen tot de Pasjtoens zich massaal tot de islam bekeerden.
De eerste vertaling in een Europese taal, met gedetailleerd kritisch commentaar, verscheen pas in 1987, geschreven door de Italiaanse iranoloog Lucia Serena Loi. Het meest intensieve onderzoek van het manuscript onder Pasjtoe-geleerden werd in 1988 gepubliceerd door de Pasjtoen-taalkundige Qalandar Mohmand. Een andere geleerde Juma Khan Sufi trekt in zijn kritische uiteenzetting ook de authenticiteit van de Pata Khazana in twijfel.
Omdat het originele manuscript niet beschikbaar is voor de onderzoekers, kon de authenticiteit van het document alleen worden gecontroleerd door de spelling en stijl van het facsimile te analyseren. Vanwege het grote aantal fouten en anachronismen die in het script worden aangetroffen, wordt de authenticiteit van het manuscript onder geleerden van Perzische studies op grote schaal uitgesloten. Sommige geleerden willen de authenticiteit van ten minste delen van sommige gedichten die in het manuscript zijn verzameld, echter niet volledig uitsluiten.
Er bestaat geen consensus over het tijdstip van fabricage. Loi beschouwt het manuscript als een vervalsing uit het einde van de 19e eeuw, terwijl de Iranoloog David Neil MacKenzie uit de anachronismen concludeert dat het document pas kort vóór de beweerde ontdekking in 1944 werd vervaardigd. MacKenzie's centrale argument verwijst naar het gebruik van het moderne Pasjtoe-letters ẓ̌e (ـږ) en ṇun (ڼ) door het hele script. Deze letters werden pas in 1936 in het Pasjtoe-alfabet geïntroduceerd, toen de Afghaanse regering de Pasjtoe-spelling hervormde. MacKenzie beweert dat de twee letters vóór 1935 nooit gelijktijdig in een echt manuscript zijn aangetroffen.

## Varia
Omdat de legendarische Pota Khazana de reputatie had alle bestaande kennis te omvatten, is het in Afghanistan sinds jaar en dag een gevleugelde uitdrukking om Pasjtoens wanneer zij erkennen iets niet te weten, gekscherend tegen te werpen "Zoek maar op in jullie Pota Khazana".